# طوني مونتانو
طوني مونتانو (بالصربية: Тони Монтано)‏ هو موسيقي صربي، ولد في 1962 في بلغراد في صربيا.